# Consiglio di Transizione del Sud
Il Consiglio di Transizione del Sud (in arabo المجلس الانتقالي الجنوبي‎?, al-Majlis al-Intiqālī al-Janūbī) è un'organizzazione politica secessionista dello Yemen.

Parlamento del Sud

I 26 membri della STC comprendono i governatori di cinque governatorati meridionali, e due ministri del Governo centrale. È stato formato dal Movimento del Sud, conosciuto anche come al-Hirak al-Janoubi. 
Il movimento è stato istituito nel 2007, durante il periodo dell'ex Presidente Ali Abdullah Saleh, con lo scopo di operare per la separazione dello Yemen del sud dal resto della nazione, come il nome stesso suggerisce.
Proclamato il 4 aprile 2017, il Consiglio è composto da 26 membri ed è diretto da Aidarus al-Zoubaidi come Presidente, con Hani bin breik come vicepresidente. L'STC regola la maggior parte del territorio nel sud dello Yemen.. 
Alcuni dei membri della STC erano i governatori di Dhale, Shabwa, Hadramawt, Lahij, Socotra e di al Mahra. Lo STC gestisce anche il controllo parziale dei governatorati di Abyan e di Aden.

## Storia
Alla fine di Aprile 2017, Aidarus al-Zoubaidi, il governatore di Aden, fu licenziato dal Presidente Abdrabbuh Mansur Hadi per con l'accusa di tradimento a favore del Movimento del Sud. 

Il 3 maggio, ebbero luogo importanti manifestazioni ad Aden per protestare contro la decisione del Presidente Hadi, a seguito delle quali si formò l'STC nello stesso mese. Hadi dichiarò il Consiglio illegittimo, il giorno dopo la sua prima convocazione.
A partire dal 28 gennaio 2018, i separatisti leali alla STC presero il controllo della sede del governo yemenita ad Aden, durante un colpo di stato contro il governo di Hadi.
Il Presidente dello STC Aidarus al-Zoubaidi proclamò lo stato di emergenza ad Aden e che "il STC ha iniziato il processo di rovesciamento del governo di Hadi nel sud del Paese".
Mustafa Akhwand di Shia Rights Watch ha sostenuto che la battaglia era una contesa tra l'Arabia Saudita e gli Emirati Arabi Uniti per il controllo delle risorse naturali ritrovate dello Yemen di petrolio, argento e oro scoperte vicino al confine con l'Oman, affermando inoltre che Hadi avrebbe dovuto dimettersi per cedere il ruolo ad un candidato più moderato e disposto a collaborare con Huthi, per diventare presidente e ricostruire il Paese.

## Cronologia recente
- 16 Settembre 2016, Aïdarous al-Zoubaïdi propose la creazione di un Consiglio politico delle province meridionali, che sarebbe stato alleato della coalizione guidata dall'Arabia Saudita e dal governo Yemenita.
- 27 aprile 2017: il Presidente Mansour Hadi destituisce il governatore di Aden Aïdarous al-Zoubaïdi e il ministro di stato Hani ben Brik.
- 4 maggio 2017: migliaia di separatisti meridionali dimostrano ad Aden.
- 11 maggio 2017: i due capi caduti proclamano un'autorità parallela per governare il sud dello Yemen, il Consiglio di Transizione, mdi cui Al-Zoubaïdi è il Presidente, e Hani ben Bond il Vice-Presidente.
- 30 giugno 2017: Hadi rimuove dall'incarico i governatori di Socotra, Hadramawt e Chabwa, membri del Consiglio.
- 5 luglio 2017: prima riunione del Consiglio di Transizione, ad Aden.
- 10 luglio 2017: il Consiglio riconosce l'autorità di Hadi e promette di sostituirlo se si fosse rivelato non all'altezza del suo compito.

L'istituzione ottiene l'appoggio degli Emirati Arabi Uniti, per contrastare la Fratelli Musulmani di Al-Islah. 

Il Consiglio di cooperazione del Golfo condanna la formazione del Consiglio, mentre la Lega Araba si dichiara "preoccupata". Infine, Hadi condanna la formazione.

- ottobre 2017: viene annunciata la creazione di un Parlamento del Sud, composto da 303 membri.
- 11 ottobre 2017: dieci membri di al-Islah vengono arrestati ad Aden, mentre preparavano un attentato confezionando l'esplosivo nelle proprie dimore.
- 23 dicembre 2017: si tiene la riunione inaugurale dell'Assemblea nazionale del sud, che elegge Presidente Ahmed Saïd ben Brik, e Anis Yossouf Ali Louqman , vicepresidente dell'assemblea parlamentare.
- 21 gennaio 2018: il Consiglio di Transizione del Sud notifica un ultimatum di sette giorni al Presidente 'Abd Rabbih Mansur Hadi, per destituire il governo di Ahmed ben Dagher, accusato di "corruzione", e di sostituirlo con un governo di tecnocrati, a pena di una proclamazione di indipendenza e della costituzione di un proprio governo.
- 28 gennaio 2018: poco tempo dopo la scadenza dell'ultimatum, i separatisti con un golpe militare prendono il controllo della sede del Governo legittimo, ad Aden.

## Commissione governativa e presidenziale
La Commissione Presidenziale è composta da 26 membri, riportati qui di seguito:
- Aidarus al-Zoubaidi - Presidente dello STC
- Hani bin breik - Vice Presidente di STC, e comandante generale della brigata Al-Hizam  (nota anche come "Security Belt forces")
- Falchi al-Ghadi - governatore di Dhale
- Bashareef - ministro delle comunicazioni
- Murad al-Hallemy - Ministro dei trasporti
- Hamid Lamlas - governatore di Shabwa
- Nasser al-Khobbaki - governatore di Lahij
- Ahmed bin breik - governatore di Hadramawt
- Saleh al-Awlaqi - parlamentare meridionale
- Antonini Shayif - economista
- Abdullah Arefarar - rappresentante di Maraa e Socotra
- Abdurrab al-Naqeep - rappresentante di Yafea (a sud-ovest di Abyan)
- Adnan al-Kaaf - deputato di Aden
- Ahmed al-Socotry - governatore di Socotra
- Mona Basharaheed - professore di letteratura
- Aqel al-Attas - attivista
- Shatara - giornalista
- Sahair Ali - professore di diritto
- Ahmed Bamuallem - generale di brigata, rappresentante di Hadramawt.
- Ariano Shaikh - deputato di Aden
- Salem al-Awlaqi - attivista
- Amin Saleh - attivista
- Nasser Assadi - generale di brigata, attivista
- Ali Ashaibah - generale di brigata, attivista
- Di Suqi - giurista
- Ali Al-Kathiri - rappresentante dal partito SLA